# Platyla subdiaphana
Platyla subdiaphana is een slakkensoort uit de familie van de Aciculidae. De wetenschappelijke naam van de soort is voor het eerst geldig gepubliceerd in 1839 door Bivona.